# Šalamounské rozhodnutí

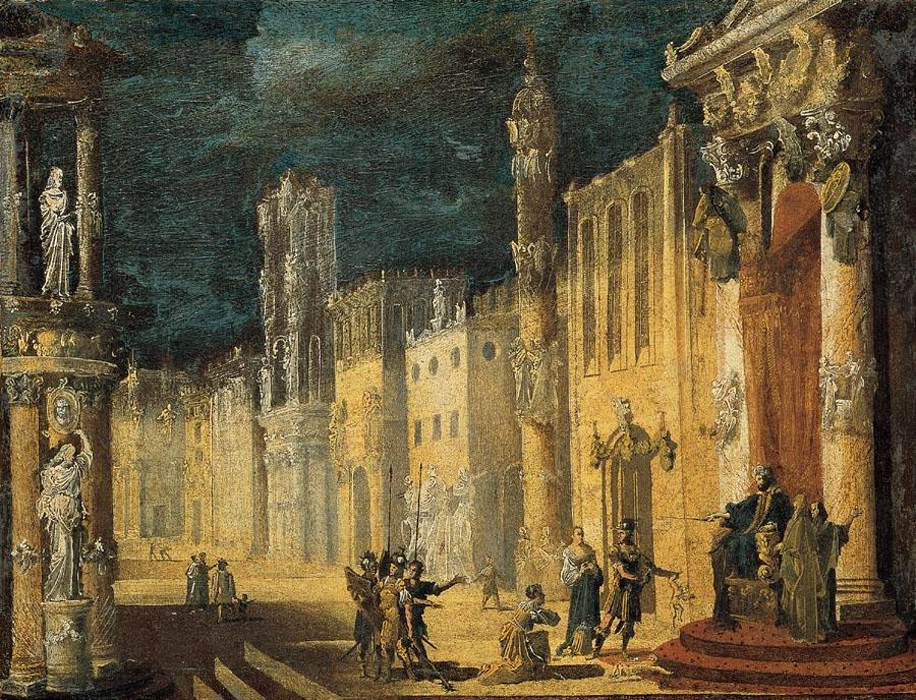

Šalamounské rozhodnutí je ustálené slovní spojení, které vešlo do slovníku jako rčení. Vyjadřuje zejména nečekané a moudré rozhodnutí ve zdánlivě neřešitelném sporu nebo jednání. 

## Původ rčení

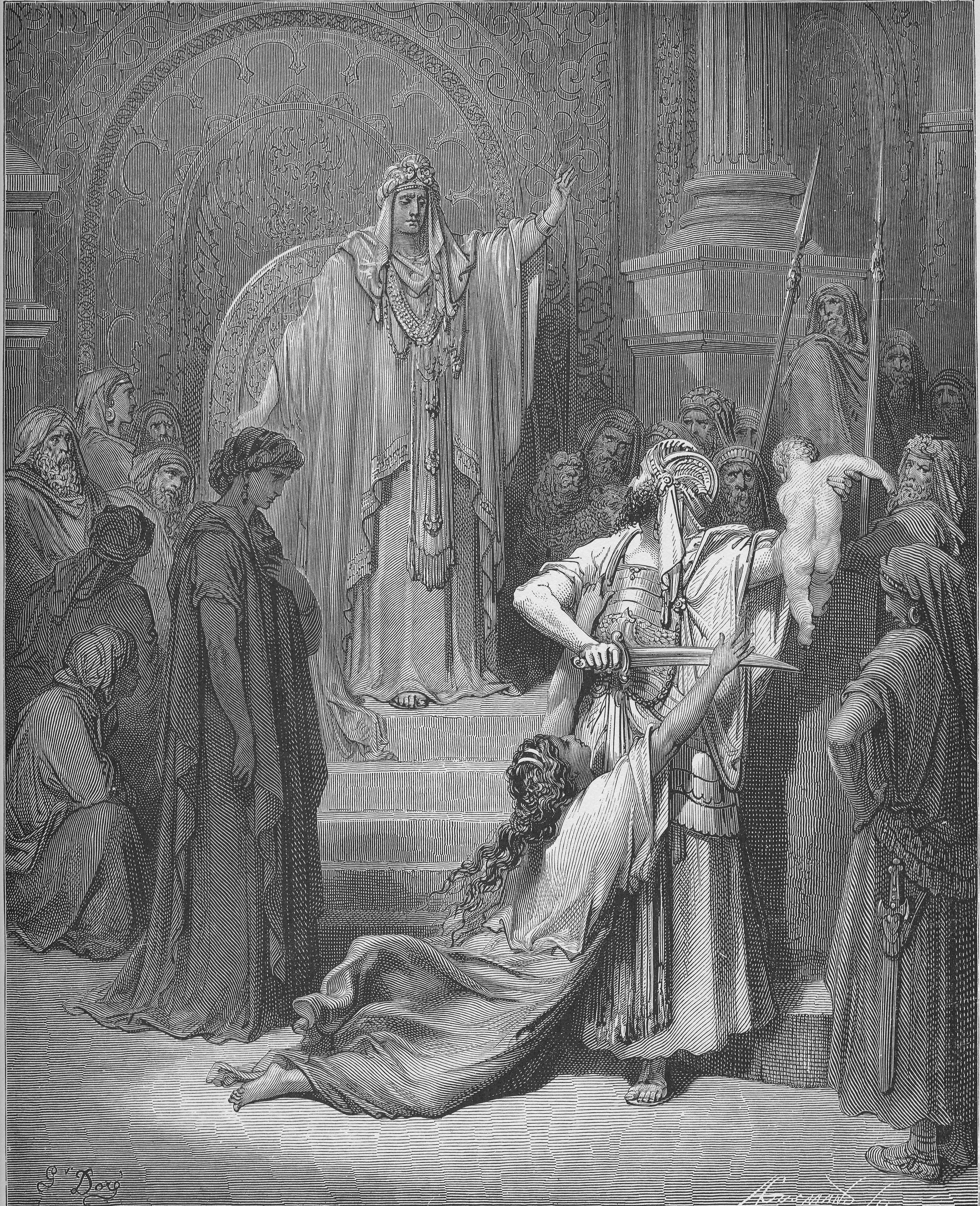
Gustave Doré: Šalamounův soud

| „                      | Tehdy přišly ke králi dvě ženy nevěstky a postavily se před něj. Jedna z těch žen řekla: „Prosím, můj pane, já a tato žena bydlíme v jednom domě a já jsem u ní v domě porodila. Třetího dne po mém porodu také tato žena porodila. Byly jsme spolu a v tom domě s námi nebyl nikdo cizí, v domě nebyl nikdo kromě nás dvou. 19 Syn této ženy však v noci zemřel, neboť ho zalehla. Proto v noci vstala, a zatímco tvá otrokyně spala, vzala mého syna od mého boku, položila si ho do klína a svého mrtvého syna položila do klína mně. Ráno jsem vstala, abych svého syna nakojila, ale on byl mrtev. Když jsem si ho však zrána pozorně prohlédla, zjistila jsem, že to není můj syn, kterého jsem porodila.“ Druhá žena však prohlásila: „Nikoli. Můj syn je ten živý, a ten mrtvý je tvůj.“ Ale první trvala na svém: „Ne. Tvůj syn je ten mrtvý, a ten živý je můj.“ A tak se před králem hádaly. Král řekl: „Tato tvrdí: ‚Ten živý je můj syn, a ten mrtvý je tvůj.‘ A tato tvrdí: ‚Ne, tvůj syn je ten mrtvý, a ten živý je můj.‘“ Král proto poručil: „Podejte mi meč.“ Přinesli tedy před krále meč. A král nařídil: „Rozetněte to živé dítě ve dví. Jednu polovinu dejte jedné a druhou polovinu druhé.“ Tu řekla králi žena, jejíž syn byl ten živý a jíž se srdce svíralo soucitem nad jejím synem: „Prosím, můj pane, dejte to živé novorozeně jí, jen je neusmrcujte!“ Ale druhá řekla: „Ať není ani moje ani tvoje. Rozetněte je!“ Tu král rozhodl: „Dejte to živé novorozeně té, která řekla: ‚Neusmrcujte je,‘ to je jeho matka.“ | “ |
| — 1. Královská 3,16-27 | |   |